# Maquis de Senzeilles
 (avril 2016).
Si vous disposez d'ouvrages ou d'articles de référence ou si vous connaissez des sites web de qualité traitant du thème abordé ici, merci de compléter l'article en donnant les références utiles à sa vérifiabilité et en les liant à la section « Notes et références ».
Le maquis de Senzeilles, constitué dans les bois du lieu, à quelques centaines de mètres du tunnel ferroviaire de la ligne 132 (Charleroi-Vireux), a  eu une durée de vie d’un an, de la mi-février 1943 à l’attaque par l’ennemi le 16 février 1944.

## Histoire
C’est donc au début de 1943 que Joseph Vercheval, de Pépinster, un résistant « brûlé » de la région liégeoise vient se cacher dans sa région natale où son père est d’ailleurs garde-chasse. Avec quatre ou cinq hommes qui l’accompagnent, il va aménager dans des cabanes de chasse — de simples constructions en planches — et par temps froid, loger quelque temps à la ferme de la Forêt. L’équipe collecte des renseignements pour le réseau du « Lion belge » puis pour le groupe G de Charleroi, secteur 73 E, chargé de sabotages.
Dès septembre, l’équipe s’étoffe et atteint une vingtaine d’hommes. On construit donc des logements à demi-enfouis dans la forêt, loin des regards indiscrets. Julien Lehouck, échevin et industriel de Senzeilles, aide ce maquis en fournissant vivres, habillements, finances.
Le  25 décembre, une messe de Noël est célébrée au camp par un jésuite, le Père Gérard Collard, préfet de l’Institut Gramme de Liège. 
Le 30 ou le 31 décembre arrive au camp un rescapé de la forteresse volante américaine tombée à Cerfontaine, Vincent Reese, égaré dans les bois et retrouvé par trois ouvriers de M. Lehouck partis à sa recherche. Malheureusement, la discrétion qui s’impose, n’est pas de mise, des imprudences ont vu le jour comme, entre autres, des décharges intempestives d’armes de guerre pour le 11 novembre, des résistants qui se promènent le fusil en bandoulière … 

### L'assassinat de trois gardes allemands
Début février 1944, la rumeur rapporte que trois gardes allemands qui gardaient le B-17 tombé sur les hauteurs de Cerfontaine ont déserté… En fait, ils ont été assassinés, action insensée due à deux ou trois hommes du camp, en rupture de ban, qui n’en ont pas informé leurs responsables. La réaction de l’ennemi est immédiate : arrestation de fonctionnaires communaux et de suspects à Cerfontaine ainsi que de la logeuse des soldats, et de sept notables — comme otages (bourgmestre, échevin, commandant de la gendarmerie, vicaire, …); à Senzeilles, Julien Lehouck est également arrêté avec, d’autre part, Vital Matis, bourgmestre de Clermont (Walcourt), soupçonnés de ravitailler des réfractaires… (apparemment, sans rapport immédiat avec le maquis ?)

### L'attaque du camp
Le 16 février enfin, attaque violente du camp entouré de toutes parts : onze hommes sont faits prisonniers tandis que six autres parviennent à s’échapper.  

### Les arrestations
L’étau se resserre sur d’autres suspects, l’épouse et le fils de M. Lehouck, châtelain de Senzeilles, puis 8 responsables du groupe G de la région de Charleroi, des habitants de la région qui ont aidé d’une manière ou d’une autre les maquisards : à Cerfontaine, Senzeilles, Géronsart ; le dernier est le RP Collard, arrêté à Liège.
Au total, 59 personnes sont arrêtées dont 23 à Cerfontaine; 30 personnes sont envoyées dans des camps de concentration en Allemagne (six seulement en reviendront), 16 sont libérées assez vite sauf les 7 otages de Cerfontaine privés de liberté 80 jours, 11 maquisards et Julien Lehouck sont pendus par les pieds le 25 février à Breendonck, après un simulacre de jugement, tandis que Gustave Pèche, bourgmestre de Cerfontaine, pris en otage, meurt d’une crise cardiaque à la prison de Charleroi.
Vincent Reese, l’aviateur américain est rappelé du camp par Mme Lehouck, après l’arrestation de son mari, et confié à la Résistance de Chimay ; il sera malheureusement arrêté à Saint-Remy (Chimay) avec sept autres compatriotes et abattu par l’ennemi le 22 avril 1944.

## Commémoration
En souvenir du maquis, des dirigeants et des collaborateurs du groupe G a été inauguré le 7 juillet 1946 à la halte de Neuville-Sud un monument qui porte le nom des 12 maquisards pendus dont Julien Lehouck et de 19 personnes mortes en captivité. — Il manque quelques noms; en effet à l’époque de l’inauguration, on n’avait pas de nouvelles officielles pour plusieurs déportés dans les camps de la mort….
Le monument a été restauré  par la ville de Philippeville, et inauguré à nouveau le 19 août 2000.